# Pod Strzechą
Pod Strzechą – polski zespół muzyczny z nurtu poezji śpiewanej, powstały w 1985 roku w Radomiu.
Piosenki grupy, takie jak: Poemat, Jajecznica, Wiosenne malowanie, czy Od poniedziałku stały się evergreenami w środowisku studenckim.

## Historia
Zespół powstał w 1985 roku, po rozpadzie harcerskiej grupy Bra-De-Li. Pierwszy skład tworzyli: Beata Strzecha – obecnie Koptas (ex- Bra-De-Li; śpiew), Krzysztof Myszkowski (śpiew, gitara) i Paweł Olszewski (śpiew, gitara). W 1986 roku na festiwalu piosenki studenckiej Bazuna, piosenka Poemat (sł. i muz. B. Strzecha) uzyskała tytuł Rajdowej Piosenki Roku. Po pewnym czasie z zespołu odeszli: Myszkowski (ze względu na obowiązki w zespole Stare Dobre Małżeństwo) i Olszewski, który wyjechał z Radomia. Przez kilka następnych lat wokalistce towarzyszyli: Monika Strzecha – obecnie Mosionek (ex- Bra-De-Li; śpiew), Robert Piekarski (śpiew, gitary) i Wojciech Koptas (gitara basowa). Większość repertuaru Pod Strzechą z tego okresu to kompozycje i teksty B. Koptas i R. Piekarskiego. Zespół pojawiał się na studenckich scenach festiwalowych (m.in. Ogólnopolska Turystyczna Giełda Piosenki Studenckiej w Szklarskiej Porębie, Bakcynalia w Lublinie, Włóczęga w Zielonej Górze, Ogólnopolskim Festiwal Piosenki Studenckiej "Łykend" we Wrocławiu, Konkurs Piosenki przy Ogólnopolskim Studenckim Rajdzie z Piosenką w Uniejowie), zdobywając liczne nagrody i wyróżnienia. W 1990 roku zdobył wyróżnienie na Studenckim Festiwalu Piosenki w Krakowie (przewodniczącym jury był Jacek Kaczmarski). Pod koniec lipca 1991 roku, w Studio Manta (Tonpress) zarejestrował kasetę, pt. Na kredyt. Gościnnie w sesji udział wzięli: Krzysztof Myszkowski i Roman Ziobro ze Starego Dobrego Małżeństwa oraz Marek Królikowski (instrumenty klawiszowe i perkusyjne). Większość piosenek z tego wydawnictwa zyskało miano przebojów. W 1993 roku ukazała się nagrana w domowym studiu Wojciecha Czemplika w Ostrowie Wielkopolskim druga kaseta Pod Strzechą, zatytułowana Od poniedziałku, wydana przez Dalmafon. Piosenka tytułowa do dziś gości na antenach radiowych. Przez kolejnych kilka lat zespół występował sporadycznie. W 2000 roku nagrał w nowo otwartym studio W. Koptasa płytę, pt. Dziwna ta miłość (Dalmafon) na którą kilka tekstów napisał także Adam Ziemianin. W 2001 r. Pod Strzechą zawiesiło działalność, występując jedynie okazjonalnie. Wówczas zespół pojawił się na festiwalu Bieszczadzkie Anioły, na Markowym Graniu, w chorzowskiej Leśniczówce i na XXXIII Ogólnopolskim Festiwalu Piosenki Żeglarskiej i Turystycznej "Rafa" w Radomiu. Beata Koptas wzięła udział gościnnie w sesjach nagraniowych następujących albumów SDM: Makatki, Sercopisanie, Czarny blues o czwartej nad ranem, Niebieska tancbuda, zaś w nagraniu albumu Memorabilia (2016) wzięli udział: B. Koptas (śpiew), M. Mosionek (śpiew),  R. Piekarski (gitara), A. Stępień (gitara) i W. Koptas (gitara basowa). Wówczas muzycy postanowili wznowić działalność zespołu. Pierwszy koncert po reaktywacji odbył się w radomskim klubie Cargo (2017), a pierwsze występy miały miejsce m.in.: na Festiwalu Danielka, na imprezie z cyklu Markowe Granie i w Centrum Aktywności Lokalnej w Pionkach. W maju 2018 roku ukazała się nowa płyta zespołu pt. Na przekór prognozom zawierająca utwory z poprzednich wydawnictw, nagrane w nowych aranżacjach.

## Obecny skład zespołu
- Beata Koptas – śpiew
- Monika Mosionek – śpiew
- Artur Stępień – gitara
- Artur Fierzbik – gitara
- Wojciech Koptas – gitara basowa

## Dyskografia
- 1991 – Na kredyt (MC, SDM)[4]
- 1993 – Od poniedziałku (MC, Dalmafon)
- 2000 – Dziwna ta miłość (CD, Dalmafon)[5]
- 2018 – Na przekór prognozom (CD, Dalmafon)[8]